# Autorretrato (Maria Pardos)
Autorretrato é uma pintura de Maria Pardos. A data de criação é 1918. Um retrato óleo sobre tela, tem 55,5 centímetros de altura por 46,5 centímetros de largura. Faz parte da coleção do Museu Mariano Procópio, com o número de inventário 82.21.184.
Único autorretrato conhecido de Maria Pardos, a obra retrata uma mulher branca de olhar intenso, vestindo um chapéu e um boá de plumas preto. Na única orelha visível, destaca-se um discreto brinco de pérola. A pose em três quartos, alinhada às convenções artísticas da época, mais acadêmicas, ressalta a luminosidade da pele, que se torna o ponto mais claro da composição. Esse efeito cria um contraste marcante com os tons escuros das vestimentas, conferindo dinamismo e expressividade à imagem. O fundo, em tonalidade média, suaviza essa oposição cromática.
As pinceladas em tons de verde e azul, aplicadas nos contornos do chapéu, reforçam a definição da forma. O olhar da artista direcionado ao espectador funciona como ponto focal, refletindo sua intensa concentração. Esse aspecto se alinha ao momento crucial de sua trajetória como pintora, coincidindo com a exposição da obra na Exposição de Belas Artes de 1918.
O autorretrato apresenta uma figura feminina forte, distanciando-se das fragilidades historicamente associadas às mulheres na época. A imagem pode ser interpretada como uma construção da identidade artística que Maria Pardos desejava projetar no meio cultural. Além disso, é por meio dessa obra que sua figura pode ser reconhecida e apresentada até os dias de hoje, tornando-se a representação mais utilizada da pintora.

## Reconhecimento

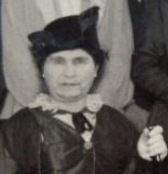
Maria Pardos, em registro de 1916

O Autorretrato de Maria Pardos recebeu reconhecimento ao longo do tempo, sendo destacado na XXV Exposição Geral de Belas Artes de 1918. A crítica da época ressaltou sua qualidade técnica e a influência de Rodolfo Amoedo em sua composição. A obra foi citada em publicações que valorizavam a participação feminina nas artes, mencionando Maria Pardos ao lado de outras artistas renomadas, como Anita Malfatti e Georgina de Albuquerque. Além disso, o Autorretrato dialoga com produções semelhantes do período, como os autorretratos de Beatriz Pompeo e Angelina Agostini.
A repercussão da obra se estendeu por décadas, sendo amplamente reproduzida na imprensa. Em 1928, seu Autorretrato foi publicado em pelo menos seis periódicos distintos, acompanhando um retrospecto de sua trajetória artística por ocasião da abertura de seu testamento. Em 1931, o Jornal do Comércio reafirmou a importância da pintura, destacando seu sucesso na Exposição de 1918. A obra também esteve presente na inauguração do mausoléu da família Ferreira Lage e nas exposições promovidas pelo Museu Mariano Procópio, onde foi descrita como uma representação vívida da artista. Em 2015, sua reprodução integrou o catálogo da exposição Mulheres Artistas: as Pioneiras (1880-1930).

## Exposições
- 1918 - XXV Exposição Geral de Belas Artes.[1]

- 1929 - Inauguração da Sala Maria Pardos no Museu Mariano Procópio.[1]
- 2015 - “Mulheres artistas: as Pioneiras (1880-1930)”, com curadoria de Ana Paula Cavalcanti Simioni e Elaine Dias, na Pinacoteca do Estado de São Paulo.[2]